# Ельденсе
«Ельденсе» (ісп. Club Deportivo Eldense) — іспанський футбольний клуб з міста Ельда у внутрішній частині провінції Аліканте, заснований у 1921 році. Разом з «Ельче» є одним з двох професійних команд з Аліканте.

## Історія

### Початок (1921—1936)
Спортивний клуб «Ельденсе» був заснований 17 вересня 1921 року клубом уболівальників «Барселони» під назвою «Лос Кабесотас» (ісп. Los Cabezotas).
Перша гра в історії клубу була зіграна 1 листопада на полі Ель Прогресо проти найстарішої команди міста, «Ельди», і завершилася поразкою синьо-білих з рахунком 3:1. У 1923 році справжнє футбольне поле Ель Парк (El Parque) було нарешті облаштовано. У перші роки свого існування клуб проводив товариські матчі і грав у невеликих місцевих турнірах проти деяких інших команд регіону. Клуб «Ельда» був розпущений у 1925 році, завдяки чому «Ельденсе» стало головною футбольною командою у місті.
Клуб був зареєстрований у Федерації футболу Валенсії в 1924 році, після чого він почав грати в своєму першому офіційному турнірі, чемпіонаті Леванте, змагаючись з іншими командами в регіоні. У сезоні 1926-27 відбувся розкол між командами Аліканте, які почали реєструватися в Федерації футболу Мурсії через географічну близькість.
У сезоні 1928/29 «Ельденсе» дебютував у другому дивізіоні чемпіонату Мурсії. Вони стали чемпіонами групи, і з першої спроби вийшли до найвищого дивізіону регіони. Втім там команда провела лише один рік і знову вилетіла. У сезоні 1935/36 років клуб здобув друге підвищення, але початок громадянської війни повністю паралізував змагання в чемпіонаті.

### 1940-ті роки
Після війни офіційні змагання відновилися і за підсумками дебютного сезону 1939/40 Вони повернулися до вищої регіональної ліги, в якій вони стали чемпіонами в сезонах 1941/42 і 1942/43.
Завдяки цьому у сезоні 1943/44 років «Ельденсе» дебютувало на загальнонаціональному рівні у Терсері, тодішньому третьому дивізіоні країни, де і виступала протягом 1940-х років.
Як цікавий факт, слід зазначити, що в 1948 році, після відставки ради директорів, був створений перший футбольний кооператив в Іспанії, в якому гравці самі взяли на себе керівництво командою протягом сезону.

### 1950-ті роки
1950-ті роки почалися серйозною кризою. У 1951 році, не зумівши зіграти матч чемпіонату проти «Манакора», команда була виключена зі змагань. Протягом наступних двох сезонів клуб не міг виступати через борги, які мала організація. Клуб постав під загрозою власного існування, оскільки умісті з'явився новий конкурент, який вкрав його популярність, UD Elda. Однак у 1953 році збори членів отримали необхідне фінансування за посередництва деяких місцевих бізнесменів.
У сезоні 1953/54 клуб повернувся до змагань у Терсері, залишившись непереможеним вдома. Саме цього року Луїс Кремадес Віседо вступив на посаду президента. Під його керівництвом «Ельденсе» пережило свої найславетніші моменти, також у розпалі економічного піднесення, яке місто Ельда пережило у взуттєвій промисловості. Одними з найвідоміших гравців того часу були Абелардо, Пако Гранде або Вільяплана «Гедеон».
У сезоні 1954/55 років вони посіли друге місце та грали в групі за підвищення до Сегунди, залишаючись лише на 2 очки нижче від підвищення, яке здобула «Месталья». Наступного року, у сезоні 1955/56, клуб став чемпіоном групи X Терсери. Цього разу обігравши клуб «Піус Ультра» з рахунком 3:0 20 травня 1956 року «Ельденсе» здобуло своє перше й довгоочікуване підвищення до другого іспанського дивізіону, Сегунди.
Команда залишалася на другому дивізіоні 3 сезони. У розіграші 1956/57 вони ледь уникли вильоту, фінішувавши на 16-му місці, а наступного сезону, досягнули 8-го місця в чемпіонаті. Зрештою, у сезоні 1958/59 років команда знову фінішувала на 16-му місці, але скорочення місць у Сегунді призвело до вильоту.

### 1960-ті роки
1960-ті знову почалися в групі Х Терсери. Перші 2 сезони були посередніми, але у сезоні 1961/62 клуб знову став чемпіоном Терсери. У плей-оф за право підвищення першим суперником був «Ейбар», який був розгромлений з рахунком 7:0 у матчі-відповіді на «Ель-Парку». Другим суперником була «Хімнастика Торрелавега», над якою клуб здобув перемогу вдома та важку нічию у матчі-відповіді, завдяки чому «Ельденсе» знову вийшов до Сегунди 20 травня 1962 року.
Сезон 1962/63 був найуспішнішим за всю історію «Ельденсе». Вони фінішували на 7-му місці у другому дивізіоні, завдавши поразки в Ельді кільком великим командам, таких як «Гранада», «Лас-Пальмас», «Кадіс», «Тенеріфе» тан авіть тогорічному переможцю, клубу, «Реал Мурсія». Однак у наступному сезоні 1963/64 років представники Ельди фінішували на останньому місці, цього разу надовго вилетівши з Сегунди. Остання гра чемпіонату була зіграна на новому та нещодавно побудованому муніципальному стадіоні, оскільки старе ігрове поле «Ель-Парк» було демонтовано для будівництва павільйонів для Міжнародного ярмарку взуття на його території.
Протягом решти десятиліття команда підтримувала стабільні результати. У 1966 і 1968 роках вони 2 рази ставали чемпіонами ліги і ще раз посідали друге місце, таким чином граючи у турнірі за підвищення до Сегунди. Втімупершому з них поступились «Кастельону», у другому — «Алкояно», а у третьому — «Компостелі». На цьому успішний період в історії клубу закінчився і надалі команда вже не претендувала на підвищення до Сегунди.

### 1970-ті роки
1970-ті роки почалися новим спадом для «Ельденсе». Реструктуризація Терсери призвела до того, що 12 команд з групи VI втратили місце у лізі. Таким чином, у сезоні 1969/70 років, незважаючи на 9 місце в таблиці, команда знову понизилася до регіональної ліги після 27 років виступів на загальноіспанському рівні. Проте 1971 року клуб посів перше місце і з першої спроби знову піднявся до Терсери на своє 50-річчя існування. Це був останній сезон в історії клубу на регіональному рівні.
Протягом наступних сезонів виступи команди у Терсері були стриманими, зазвичай закінчуючись у середині таблиці, або навіть команді доводилося боротися за збереження прописки. Як найкращий результат виділяється 4 місце, отримане в сезоні 1974/75. Друга половина десятиліття була набагато більш конкурентоспроможною для команди, яка в сезоні 1976/77 була близька до того, щоб знову вийти до Сегунди, знову фінішувавши на 4-му місці, лише на 3 очки відстаючи від лідера.
У 1977 році іспанські ліги зазнали нової трансформації. Було створено новий дивізіон Сегунда Б, який став новим третім дивізіоном іспанського футболу. Сезон 1977/78 команда почала у цій новоствореній лізі. Її дебютна участь завершилася на передостанньому місці, через що клуб знову опустився до Терсери, який тепер став четвертим іспанським дивізіоном. Однак у наступному сезоні 1978/79 «Ельденсе» виграло Терсеру і знов повернулось до Сегунди Б.

### 1980-ті роки
1980-ті роки почалися з того, що команда зберегла прописку у третьому дивізіоні. У сезонах 1979/80 і 1980/81 клуб грав у групі II Сегунди Б, але за підсумками другого посів останнє місце і повернувся до Терсери, потрапивши до групи XIII.
Протягом наступних кількох років клуб був чемпіоном Терсери 4 рази поспіль, у сезонах 1982/83, 1983/84, 1984/85 і 1985/86, проте в жодному з них команда не вдалося досягти довгоочікуваного повернення до Сегунди Б, що викликало величезне розчарування серед уболівальників.
Лише в сезоні 1986/87 років, незважаючи на те, що команда посіла друге місце в групі, довгоочікуване підвищення до Сегунди Б нарешті було досягнуто, тому що цей дивізіон було розширено до 4 груп. Там команда і грала протягом цих останніх років десятиліття в групі IV. Тоді ж були побудовані криті трибуни Муніципального стадіону.

### 1990-ті роки
1990-ті роки для «Ельденсе» почалися невдало. Економічна криза, від якої починає страждати взуттєва промисловість, також зменшує економічні доходи клубу та спричиняє відставку президента Лоперени. Провівши 4 сезони поспіль у Сегунді Б, у 1990/91 роках клуб фінішував на 18-му місці, таким чином знову вилетівши до Терсери. Там команда виступала наступні 15 років.

### 2000-ті роки
Нове століття почалося для клубу драматично. Президент Мануель Мурсія пішов у відставку, і таким чином почався хаотичний процес економічної та інституційної кризи. У сезоні 2000/01 клуб був на межі зникнення, оскільки не мав ні керівників, ні фінансових ресурсів. Нарешті керівній раді під головуванням Мануеля Гіля вдалося зберегти клуб. Кілька сезонів кризи слідували один за одним з командою, що застрягла в середині таблиці.

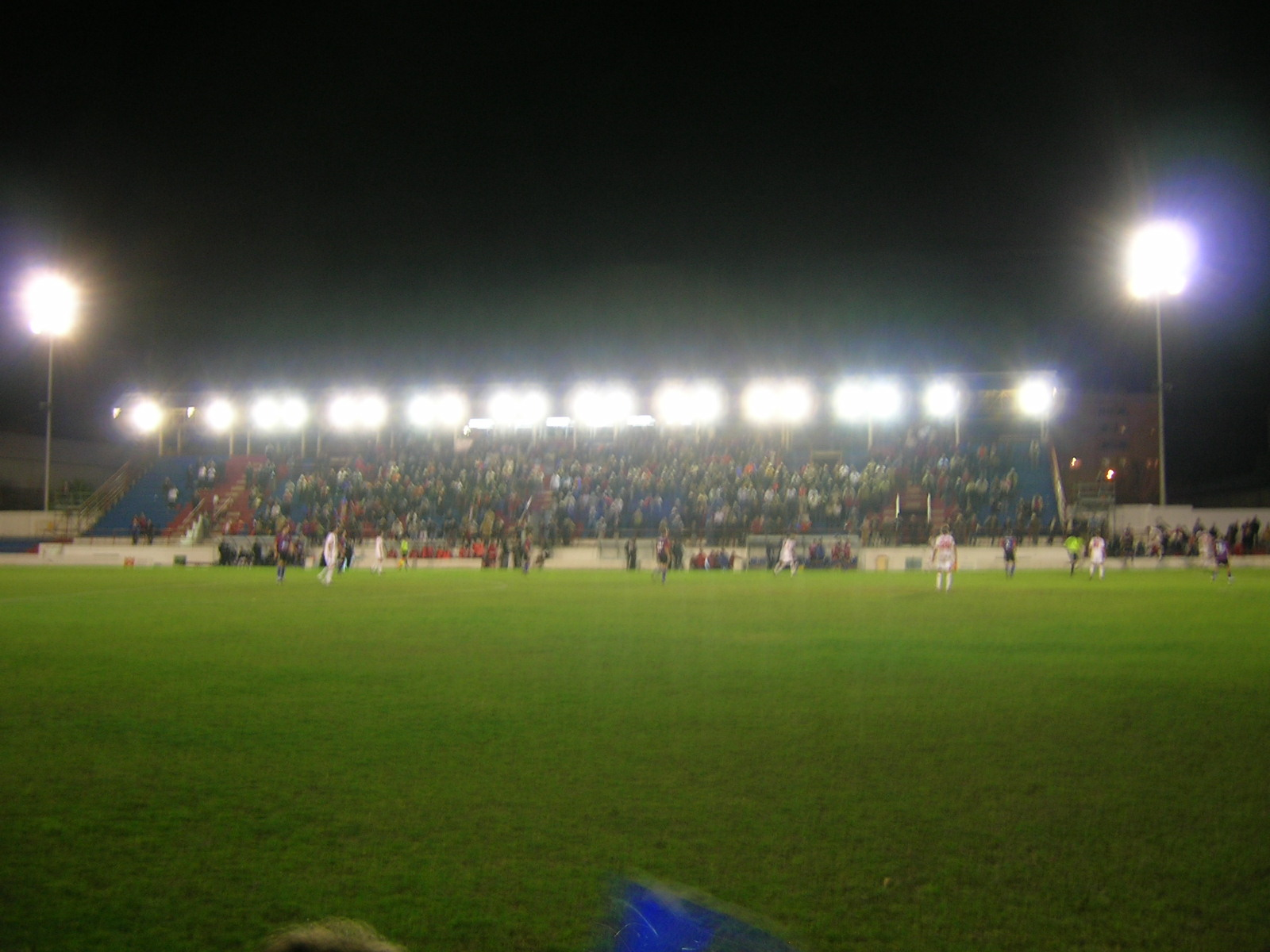
Матч клубу на старому стадіоні Пепіко Амат. 2007 рік.

Через кілька років, з приходом важливого спонсора, команда пережила якісний стрибок, який покращив її спортивні результати. Таким чином, у сезоні 2004/05 вони посіли 3-тє місце і грали у раунді підвищення, але вилетіли в першому раунді від клубу «Сангонера Атлетіко». Наступного року, вони знову стали третіми, але цього разу фортуна була на боці команди, яка в першому раунді перемогла «Мар Менор», а в другому — «Жирону» і таким чином повернулась до Сегунди Б після 15 років очікування, а також кваліфікувалась у Кубок Іспанії.
Сезон 2006/07 у Сегунді Б почався добре і клуб навіть був лідером після другого туру, після чого було кілька важливих перемог, зокрема проти «Аліканте», але середня результативність команди знизилася протягом сезону. В результаті перед останнім туром команда була на відстані трьох очок від порятунку, але програла з рахунком 0:1 «Оспіталету» і в підсумку опустилася на 18 місце та вилетіла до Терсери.
Надалі команда знову надовго затрималась у четвертому дивізіоні, не маючи великих шансів на підвищення у класі.

### 2010-ті роки
Нове десятиліття почалося з нової важкої кризи для клубу. Після тривалої нестабільності в правлінні і після відходу спонсора команда опинилася в серйозній економічній та спортивній кризі, яка знову поставила під загрозу саме її існування. Сезон 2009/10 був драматичним і вони до кінця боролись за виживання. Хоча їм нарешті вдалося врятуватись від вильоту, вони посіли 17 місце, що є найгіршим результатом за 40 років з моменту останнього вильоту до регіональної ліги. Результати залишалися незадовільними протягом ще трьох сезонів, іноді знову ставлячи під загрозу збереження прописки, але кожного року команда рятувалась.

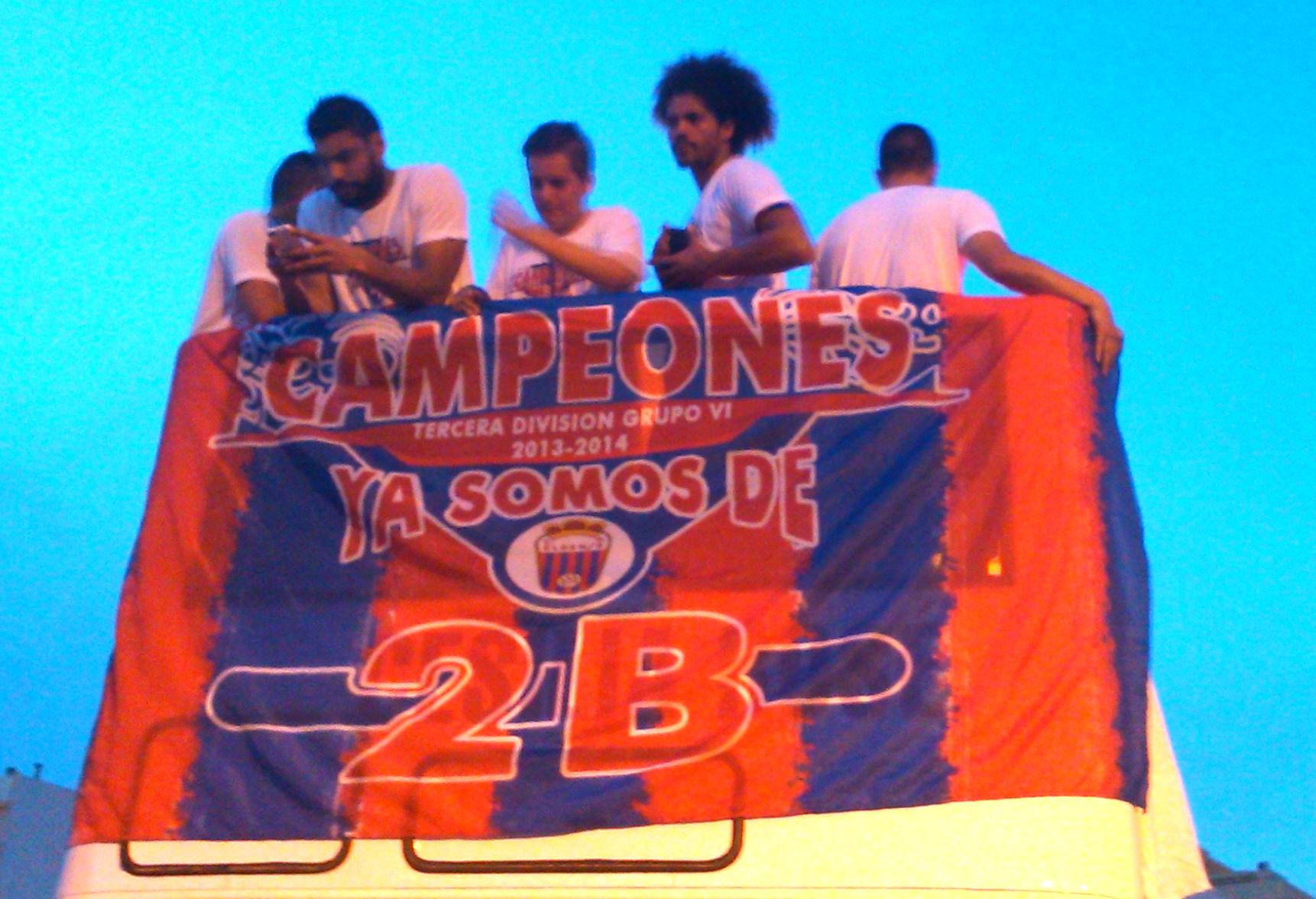
Гравці святкують підвищення до Сегунди Б у 2014 році.

У сезоні 2012/13 був відкритий новий сучасник стадіон, Нуево Пепіко Амат на місці попереднього, який уже був у жахливому стані. У результаті цієї зміни почався новий етап із приходом нових інвесторів, таких як таємничий Омар Зейдан, який взяв на себе борги клубу та профінансував підписання потужної та конкурентоспроможної команди. Таким чином «Ельденсе» став чемпіоном групи VI Терсери у сезоні 2013/14, через 16 років після останньої перемоги, таким чином повернувшись у Сегунду Б після семи років і пройшовши кваліфікацію на Кубок Іспанії.
Сезон 2014/15 розпочався дуже сильно, з двох грандіозних перемог у дербі проти «Еркулеса» та «Алькояно». Команда також вибила «Еркулес» з Кубка в матчі з додатковим часом і пенальті на «Ріко Перес», але програла у другому раунді проти клубу «УКАМ Мурсія». Зрештою клуб закінчив сезон на 16-му місці та залишився у дивізіоні. У цей період у команді грав досвідчений Маріо Росас, що мав досвід виступів у Ла Лізі, а також деякі молоді гравці, які пізніше потрапили до клубів вищого дивізіону, такі як Арідан і Серхі Гвардіола.
Наприкінці 2015 року Зейдан продав клуб і у сезоні 2016-17 власником «Ельденсе» стала італійська інвестиційна група. Це був один із найкритичніших моментів в історії клубу. Він був залучений до незаконної схеми ставок, у якій був замішаний власник, вищезгаданий інвестор, який був частиною калабрійської мафії. Після поразки від «Барселони Б» з приголомшливим рахунком 12:0, рада директорів і деякі футболісти засудили ймовірний договірний матч, в якому взяли участь спортивний директор, тренер і не менше чотирьох гравців. Враховуючи серйозність подій, клуб призупинив діяльність першої команди, розірвав контракт з інвестиційною групою і грав решту шість турів резервістами. Через це «Ельденсе» завершило сезон на останньому місці, знову опустившись до Терсери, де і грав до кінця десятиліття.

### 2020-ті роки
Сезон 2019/20 призупинили та завершили достроково через спалах пандемії COVID-19, тому було вирішено закінчити його з 10 днями для гри, залишивши класифікацію такою ж остаточною, якою вона була в день призупинення. Отже, команда посіла 6 місце.
Наступний сезон також був дуже нетиповим. Через руйнівні дії, які все ще завдавала пандемія, було вирішено реорганізувати змагання, щоб групу було розділено на 2 менші групи по 10 і 11 команд, які пізніше зіграють у раунді підвищення, з ідеєю скорочення календаря ліги. У підсумку «Ельденсе» стало найкращою командою у цій групі. Втім клуб не піднявся до Сегунди Б, оскільки цей дивізіон припинив своє існування. Того року Федерація повністю реорганізувала напівпрофесійні ліги країни, запровадивши нови третій дивізіон з меншою кількістю команд, тому команда змушена була залишатися в четвертій лізі національного футболу, іншій нещодавно створений Сегунді КІФФ.
Влітку 2021 року клуб придбав місцевий бізнесмен Паскуаль Перес. Він перетворив його на Sociedad anónima_deportiva, ставши єдиним акціонером. Він розпочав амбітний економічний проект для організації з метою просування команди до вищих дивізіонів за спонсорської підтримки Finetwork, комунікаційної компанії, якою він володіє.
Таким чином у сезоні 2021-22 у Сегунді КІФФ у Групі V команда завершила регулярний сезон на четвертій позиції і потрапила у плей-оф. У першому раунді команда з рахунком 1:0 пройшла «Реал Сосьєдад С», а у фіналі з тим де рахунком здолали «Сестао Рівер Клуб», таким чином вийшовши до Прімери КІФФ.

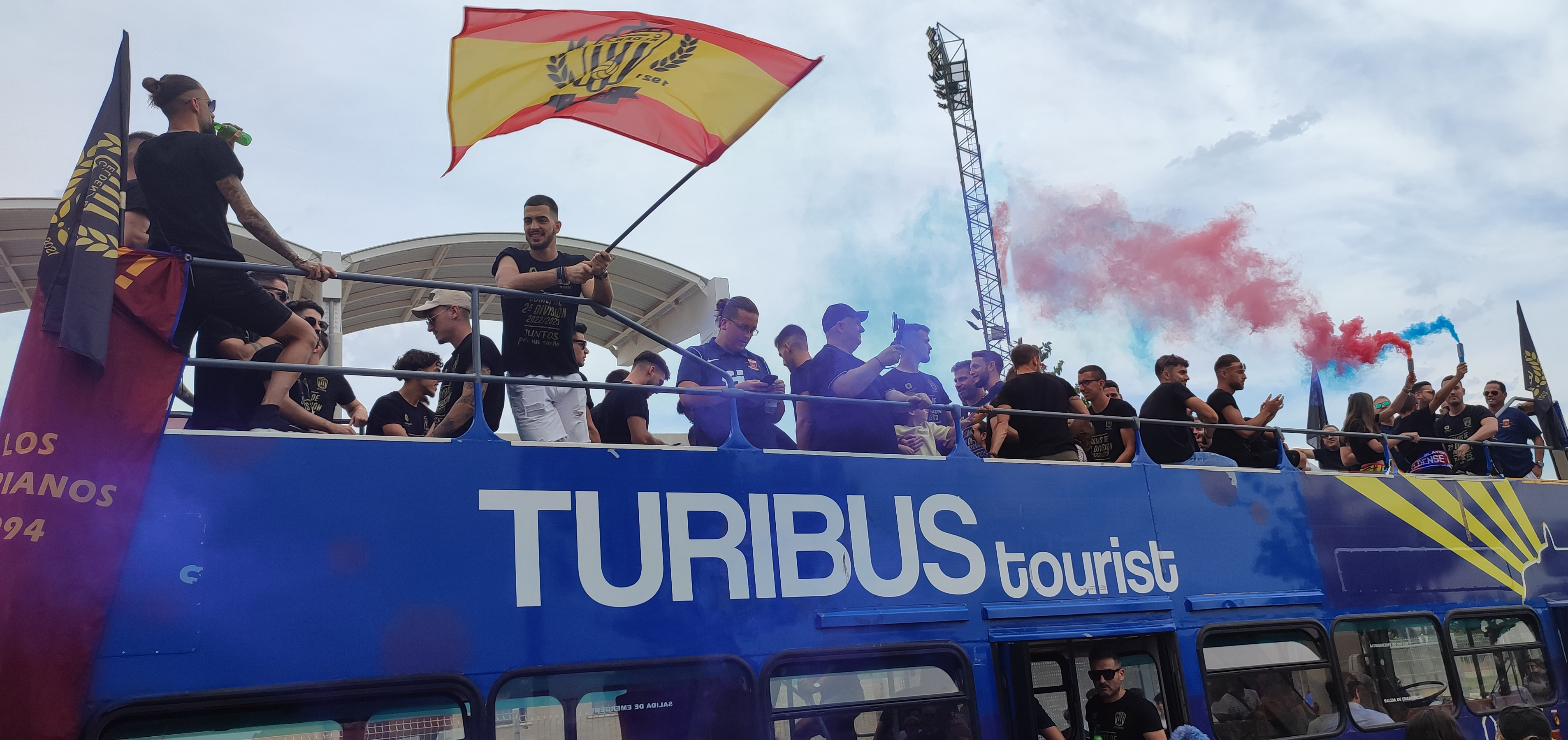
Святкування підвищення до Сегунди в 2023 році.

Там «Ельденсе» в сезоні 2022/23 років з амбітним спортивним проектом був одним із фаворитів на підвищення. Команда була лідером групи 2 з 17 по 32 тур, але кілька невдач наприкінці сезону означали втрату лідерства на користь «Амореб'єти», яка в підсумку і посіла перше місце та отримала пряму путівку до Сегунди, маючи рівну кількість очок з «Ельденсе».
В результаті команді, яка була єдиною в лізі, що не зазнавала поразок вдома протягом усього сезону, змушена була грати у плей-оф.
Воно почалося з поразки 2:3 у Віго від «Сельти Б», однак у матчі-відповіді в Ельді господарі перемогли 2:0 і пройшли далі. У фіналі їм випало зустрітись з резервною командою «Реала». Перший матч у Мадриді завершився з рахунком 1:1. Матч-відповідь, що відбувся в Елді, став одним з найбільш епічних і яскравих матчів в історії «Ельденсе». Команда програвала 0:2, але зуміла відігратись і перевести гру в овертайм. Там Серхіо Аррібас з пенальті знов вивів мадридців вперед, але наприкінці гри Хуанто Ортуньйо знову зумів зрівняти рахунок. За регламентом змагань у випадку нічийного рахунку за підсумками двох матчів, переможцем ставала команда що посіла вище місце у регулярній першості. Таким чином 25 червня 2023 року спортивний клуб «Ельденсе» досяг найважливішого результату у своїй історії, повернувшись у Сегунду через майже через 60 років.
Вболівальники почали масове вторгнення на ігрове поле, щоб відсвяткувати підвищення разом із гравцями. Героєм підвищення став Ману Ньєто, який забив 4 голи на етапі підвищення. Святкування тривали до світанку, а наступного дня вулицями центру міста пройшов масовий парад, який завершився урочистим прийомом на ратушній площі.

## Стадіон

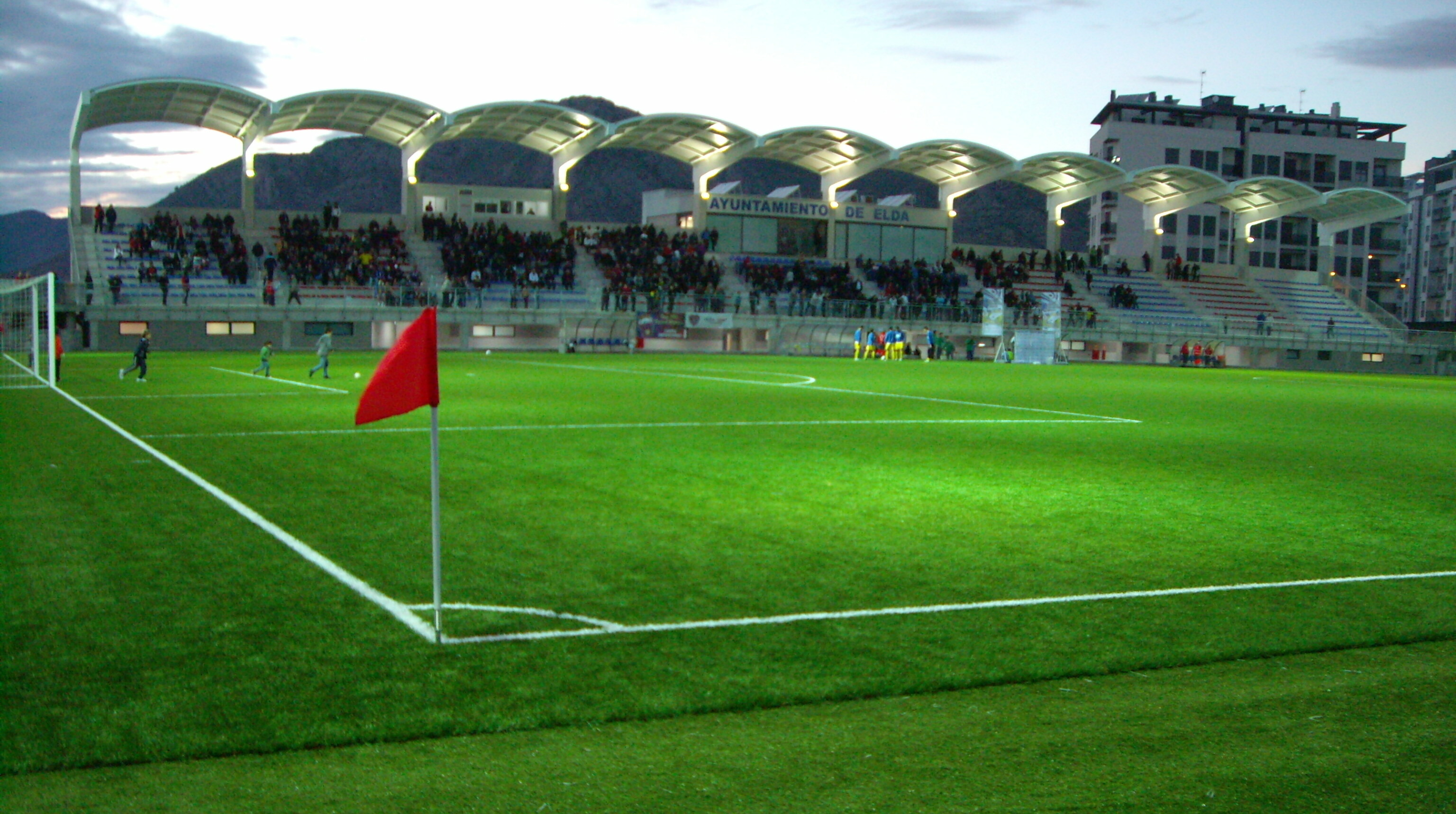
Нуево Пепіко Амат, нинішній стадіон клубу.

Після свого заснування «Ельденсе» почав проводити свої матчі на земельній ділянці Ель-Прогресо, де зараз знаходиться Plaza Castelar, аж до будівництва свого першого футбольного поля через 2 роки.
7 вересня 1923 року в рамках фестивалю Elda Major було урочисто відкрито перший спортивний стадіон у місті. Цей стадіон називали Ель-Парке, тому що він був багатофункціональним майданчиком, де проводилися і інші заходи.
Новий стадіон вміщував 5000 осіб і був розташований на авеню де Шапі, де сьогодні знаходиться площа Фічіа. Він був знесений у 1963 році, оскільки тоді на його місці були побудовані павільйони для Міжнародного ярмарку взуття на його території. У матчі-відкритті арени «Ельденсе» протистояв «Альбасете» (3:1). Останній матч був зіграний у 1964 році, у Сегунді, в якому гості перемогли «Рекреатіво» з рахунком 2:1.
Новий муніципальний стадіон було урочисто відкрито 6 вересня 1964 року,. Це нове поле було побудовано на авеню де лас Олімпіадас. Новий стадіон мав натуральну траву і вміщував 6000 глядачів. Він був розширений до 8000 після встановлення критої трибуни, з трибунами, вищими за загальні, яка була урочисто відкрита в 1988 році.
Стадіон був перейменований на Пепіко Амат після смерті легендарного футболіста з Ельди в 1994 році.
Першим матчем, зіграним на цьому полі, був матч Сегунди в 1964 році між «Ельденсе» та «Еркулесом», який закінчився з рахунком 1:1. Останній матч відбувся 28 серпня 2012 року між «Ельденсе» та «Оріхуелою», який закінчився з рахунком 0:0.
Муніципальний стадіон «Нуево Пепіко Амат» був урочисто відкритий 30 вересня 2012 року в офіційному матчі чемпіонату проти «Борріоля». Це стадіон з натуральним трав'яним покриттям, з 4 однотипними трибунами та 1 критою трибуною з VIP-ложами. Він розрахований на 4036 сидячих глядачів з індивідуальними місцями, з можливістю розширення в майбутньому. Його внесено до категорії FIFA як 2-зірковий стадіон. Він розташований на вулиці Гейдельберг, недалеко від авеню де Ронда.
Після початкової суперечки, під час якої правління клубу хотіло назвати новий стадіон на честь Луїса Кремадеса (найуспішнішого президента в історії клубу), він нарешті отримав назву Нуево Пепіко Амат.

## Досягнення
- Чемпіон Терсери (12): 1955/56, 1961/62, 1965/66, 1966/67, 1978/79, 1982/83, 1983/84, 1984/85, 1985/86, 1991/92, 1997/98 та 2013/14.

## Суперництво

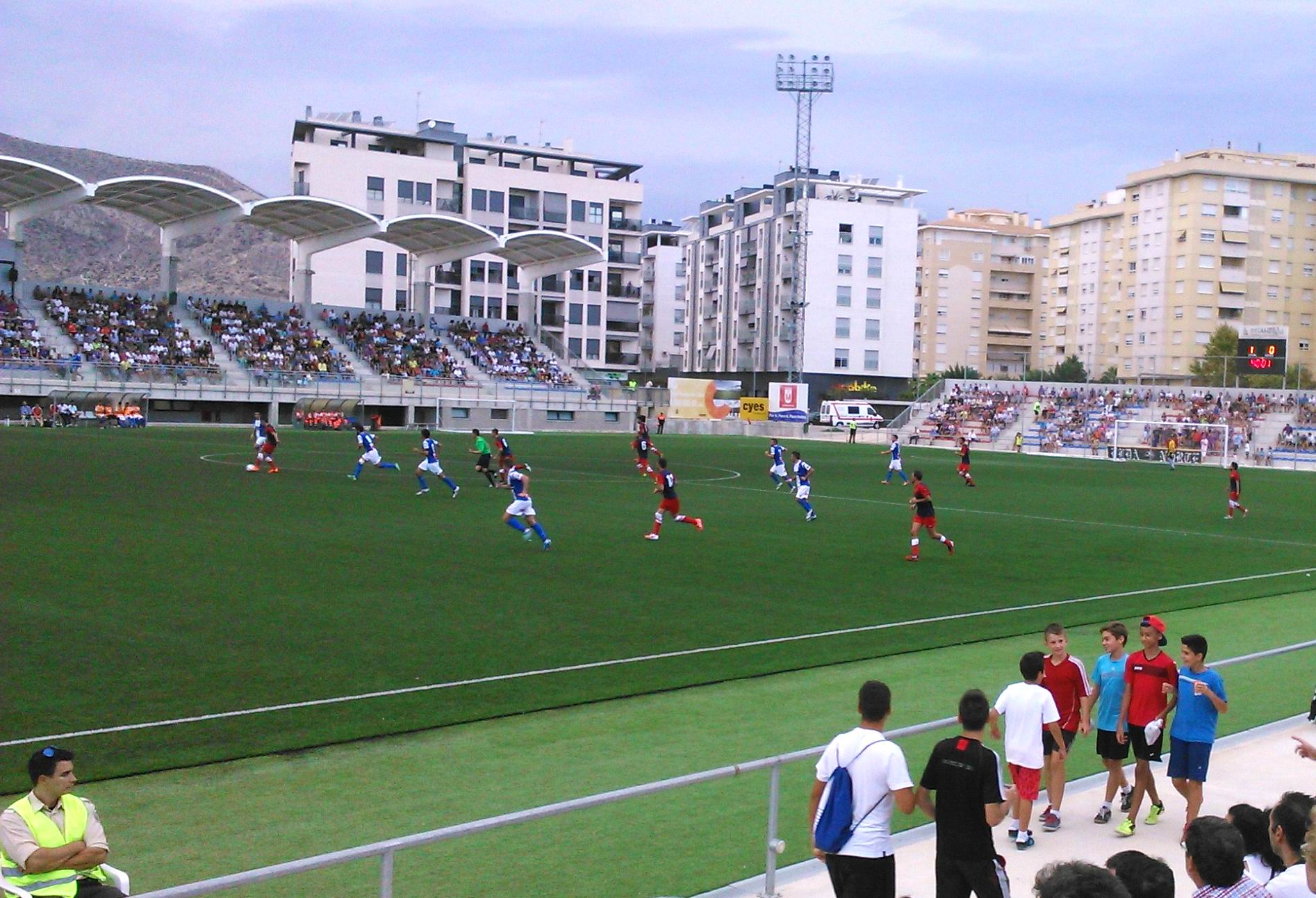
Матч проти «Алькояно» у 2014 році.

Головним дербі клубу є матчі проти «Алькояно». Той факт, що Ельда та Алькой є двома містами однакового розміру з однаковими характеристиками, близькими, які також конкурують у місцевому відношенні в межах провінції, а також мають дві команди подібного розміру, робить це дербі найбільш принциповим. Велика кількість сезонів, у яких обидва команди грали в одному дивізіоні, сприяла важливості цього суперництва, яке, однак, ніколи не приводило до насильницьких зіткнень, а клуби, і вболівальники підтримували теплі та дружні стосунки.
Другим найбільшим суперництвом клубу є регіональне дербі з «Новельдою», оскільки серед традиційних прямих суперників він є найближчим географічно.
Решта помітних суперництв, як правило, випадають на дві найкращі команди в провінції — «Еркулес» і «Ельче». Суперництво з Ельче було дуже сильним у минулому, коли обидва клуби грали на одному рівні, але в подальшому враховуючи відсутність протистоянь, оскільки «Ельче» майже завжди грав у вищих категоріях, градус суперництва охолонув. Щось подібне відбувається з «Еркулесом», клубом.
Протягом останніх десятиліть, оскільки більшу частину часу команда була в Терсері, були створені інші традиційні дербі, особливо коли мова йде про зіткнення між містами подібного розміру, незалежно від того, з якого вони регіону, створюючи таким чином, надзвичайні суперництва проти таких команд, як «Торрев'єха», «Оріуела», «Олімпіко де Хатіва», «Єклано», «Картахена» або вже неіснуючих клубів, таких як «Аліканте» чи «Бенідорм».